# Trichotanypus fusciventris
Trichotanypus fusciventris är en tvåvingeart som först beskrevs av Jean-Jacques Kieffer 1918.  Trichotanypus fusciventris ingår i släktet Trichotanypus och familjen fjädermyggor.
Artens utbredningsområde är Polen. Inga underarter finns listade i Catalogue of Life.